# Afiq Huznie Othman
Muhammad Afiq Huznie Othman, né le 4 août 1996 à Kuala Lumpur, est un coureur cycliste malaisien. Il participe à des compétitions sur route et sur piste.

## Biographie
En 2017, Afiq Huznie Othman remporte l'or dans la poursuite par équipes aux Jeux d'Asie du Sud-Est, avec ses coéquipiers Eiman Firdaus Zamri, Nur Aiman Zariff et Irwandie Lakasek. Au cours des qualifications pour la finale, le quatuor établit un nouveau record national avec un temps de 4 min 9 s 999.

## Palmarès et résultats

### Palmarès sur route
- 2020
  - 3e du championnat de Malaisie sur route
- 2023
  - 3e étape du Jelajah Negeri Sembilan
  - 2e du Jelajah Negeri Sembilan

### Classements mondiaux
| Année         | 2018 |
| ------------- | ---- |
| UCI Asia Tour | 753e |

### Palmarès sur piste

#### Jeux d'Asie du Sud-Est
- Nilai-Putrajaya 2017
  -  Médaillé d'or de la poursuite par équipes (avec Eiman Firdaus Zamri, Nur Aiman Zariff et Irwandie Lakasek)